# Gai Licini
Gai Licini (en llatí Caius Licinius) va ser, segons Titus Livi, un dels primers tribuns de la plebs elegit amb només un col·lega (el 493 aC, amb Luci Albí).
Una vegada elegit,s els dos magistrats van nomenar tres membres més segons Livi, però altres autors diuen que el nombre de dos tribuns es va mantenir durant un temps. Dionís d'Halicarnàs diu en canvi que ja originalment van ser elegits cinc tribuns, entre els que esmenta Gai Licini i Publi Licini (probablement un germà seu).